# Ассельман, Жозеф
Жозеф Ассельман (фр. Joseph Hasselmans; 23 октября 1814, Антверпен — 27 июля 1902, Париж) — французский скрипач, дирижёр, музыкальный педагог бельгийского происхождения. Отец Альфонса Хассельманса.
Пел в церковном хоре и учился музыке в родном городе, затем продолжил обучение в Париже у арфиста Антуана Прюмье. Играл в оркестре городского театра. В 1838—1840 гг. второй дирижёр Руанской оперы, в 1840—1844 гг. возглавлял оркестр городского театра в Нанте, затем в 1844—1845 гг. в Льеже, в 1845—1850 гг. в Гааге и в 1850—1854 гг. в Марселе, где в 1851 г. руководил крупным музыкальным фестивалем. В 1855 г. возглавил Страсбургскую консерваторию и оркестр Страсбургской оперы (Страсбургский филармонический оркестр) и руководил музыкальной жизнью города вплоть до Франко-прусской войны. Затем возглавил частный оркестр Павла фон Дервиза в Ницце и руководил им до 1876 года. С 1877 г. директор Марсельской консерватории.